# Murad Machine Tool

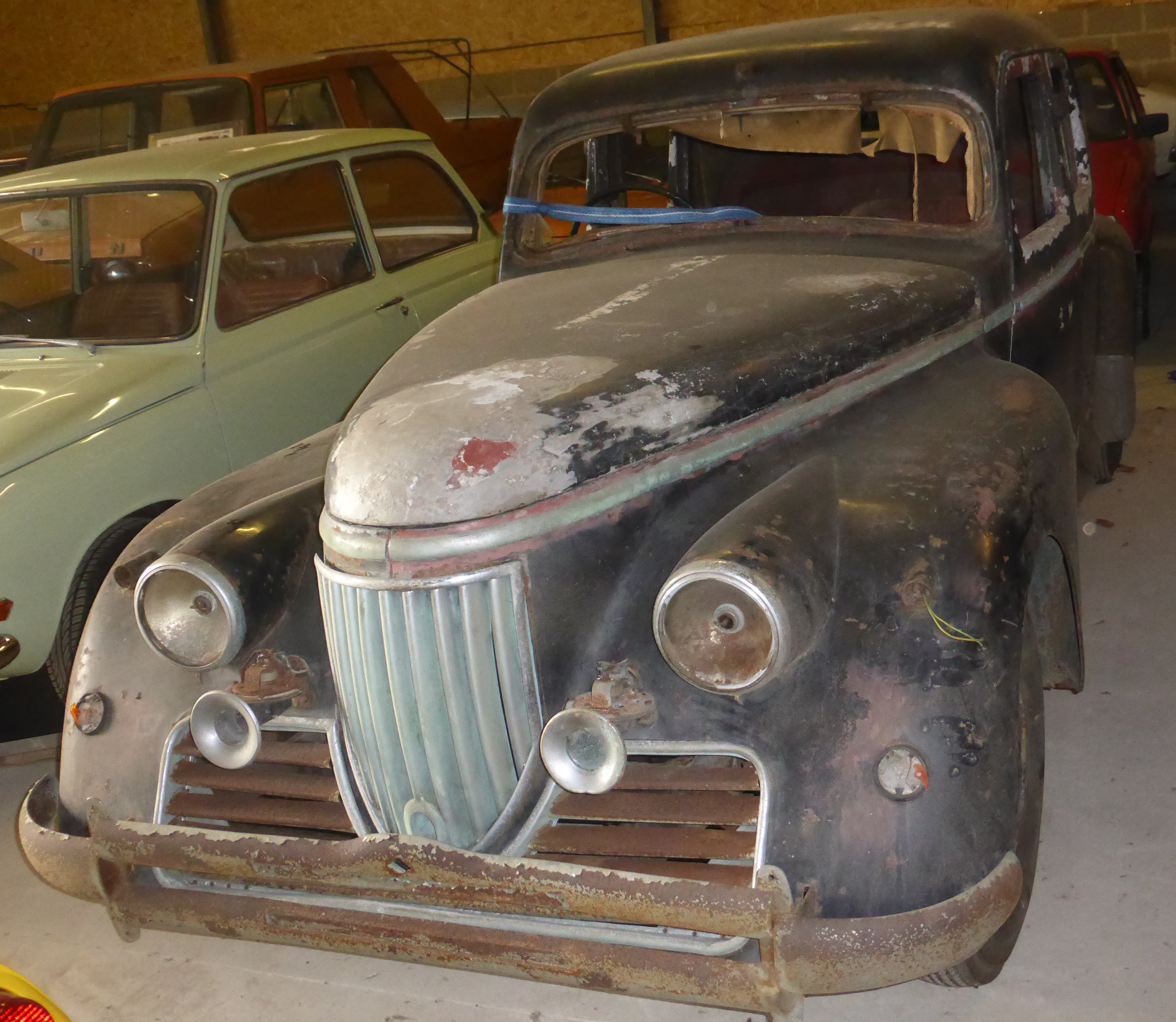
Murad

Die Murad Machine Tool Co. Ltd. war ein britischer Automobilhersteller.

## Beschreibung
Das Unternehmen war von 1946 bis 1949 in Aylesbury (Buckinghamshire) ansässig. Die Fahrzeuge wurden von 1948 bis 1949 als Murad vertrieben.
Der Murad war eine Mittelklasse-Limousine, der gleich nach dem Zweiten Weltkrieg nach modernsten Gesichtspunkten konstruiert wurde. Angetrieben wurde der Wagen von einem obengesteuerten Vierzylinder-Reihenmotor mit 1,5 l Hubraum, der mit hydraulischem Ventilspielausgleich ausgestattet war. Zu einer richtigen Serienproduktion des interessanten Fahrzeuges kam es aber letztlich nicht.
Es existiert noch ein Fahrzeug.